# Figura (Mas i Fondevila)
Figura és una pintura sobre tela feta per Arcadi Mas i Fondevila durant la segona meitat segle xix i que es troba conservada actualment a la Biblioteca Museu Víctor Balaguer, amb el número de registre 1679 d'ençà que va ingressar el 1956, provinent la col·lecció privada de Victòria González.	

## Descripció
Al quadre es pot veure el tors d'una noia vestida de color blanc i pentinada amb monyo, vista d'esquena. Està pintat sobre el fons d'un altre dibuix anterior que sembla un estudi per a l'Església del Pi de Barcelona que apareix al quadre Venite Adoremus, del mateix artista.	

## Inscripció
Al quadre es pot llegir la inscripció Mas y Fondevila (superior esquerre). Al darrere: A. Mas y Fondevila/1852-1934.